# Guldvingad skogssångare
Guldvingad skogssångare (Vermivora chrysoptera) är en fåtalig nordamerikansk fågel i familjen skogssångare inom ordningen tättingar.

## Kännetecken

### Utseende
Guldvingad skogssångare är en liten (12 cm) och gråaktig skogssångare med pregnant huvudteckning: mörk ögonmask och strupe, gul hjässa samt vita ögonbrynsstreck och mustaschstreck. Buken är vitaktig och på de grå vingarna syns en stor och lysande gul vingfläck som gett arten dess namn. Könen liknar varandra, där hondräkten är en urblekt version av hanens dräkt.
Arten hybridiserar ofta med den mycket närbesläktade arten blåvingad skogssångare (V. cyanoptera) och skapar en form som kallas "brewstersångare", med grå ovansida, gulfärgade vingband, gul hätta, svart ögonstreck och vit undersida. När denna form parar sig med en ren form av någon av arterna bildas andra generationens hybridformer som kan se ut på olika sätt, bland annat den omskrivna formen "lawrencesångare". Denna liknar guldvingad skogssångare i ansiktsteckningen men har blåvingad skogssångares vingteckning och gula undersida.

### Läten
Guldvingade skogssångarens sång är ett ljust, fint och elektriskt zeee zaa-zaa-zaa. Locklätet liknar blåvingade skogssångaren, ett vasst och torrt tjick och i flykten ett kort dzit.

## Utbredning
Fågeln häckar i östra Nordamerika och övervintrar från Guatemala till nordvästra Sydamerika samt i Stora Antillerna. Den är en mycket sällsynt gäst i Europa med ett fynd i Maidston, England 24 januari 1989 och ett i Azorerna 12 oktober 2012.

## Systematik
Arten behandlas som monotypisk, det vill säga att den inte delas in i några underarter. Den är mycket nära släkt med guldvingad skogssångare, så pass att de är genetiskt lika till 99,97%, trots påtagliga skillnader i både utseende och läte.

## Levnadssätt
Guldvingad skogssångare häckar i snåriga och öppna miljöer som igenväxande hyggen, myrar med kanadalärk, fuktiga buskmarker och stånd av pil och asp. Den föredrar blötare miljöer än sin nära släkting blåvingad skogssångare. När ungarna är flygga rör sig fåglarna in i tätare skog. Vintern tillbringar den i öppna skogslandskap och kaffeplantage. Fågeln lever av insekter som spindlar, fjärilslarver, malar och andra insekter som den fångar från bladverken, ibland hängande som en tita.

### Häckning
Honan bygger boet som placeras på marken vid ett skogsbryn, gärna vid roten av ett björnbärssnår eller gullris. Däri lägger hon tre till sex ägg som ruvas i tio till tolv dagar. Åtta till nio dagar efter kläckning är ungarna flygga. Honan är mycket lätt störd och kan överge boet även där äggläggningen har inletts.

## Status och hot
Guldvingad skogssångare har minskat relativt kraftigt, mellan 1966 och 2014 med 68%, till följd av habitatförlust och konkurrens med den dominanta nära släktingen blåvingad skogssångare. Idag är utbredningsområdet i stort uppdelat på två områden, där 95% av populationen förekommer vid de övre Stora sjöarna, varav hälften i Minnesota. Populationen i Appalacherna har minskat med hela 98% och motsvarar nu endast 5% av den totala världspopulationen på 410.000 häckande individer. Internationella naturvårdsunionen IUCN kategoriserar arten som nära hotad.